# Ronde van Egypte
De Ronde van Egypte (Tour d'Egypte) is een meerdaagse wielerwedstrijd die sinds 1998 jaarlijks in februari wordt verreden in Egypte. De Ronde van Egypte is een wedstrijd die deel uitmaakt van de UCI Africa Tour, de Afrikaanse tak van de continentale circuits van de UCI, en heeft een 2.2-status.